# Nokia 1209
Le Nokia 1209 est un téléphone monobloc de l'entreprise Nokia, commercialisé à partir de juillet 2008 (69 €).

## Caractéristiques
- Système d'exploitation Symbian OS S30
- GSM, fréquences 900 MHz et 1 800 MHz, GPRS (pas EDGE)
- 102 × 44,1 × 17,5 mm pour 78,95 grammes
- Écran 1,4 pouce de type CSTN avec 96 × 68 pixels, 65 536 couleurs, taille de 27 × 21 mm
- Batterie 700 mAh
- Fonctions mains-libres
- Pas la fonction photo
- Une LED sur la tranche haute de l'appareil pour éclairer
- Vibreur
- Sonneries polyphoniques 32 tons
- 3 jeux
- Mémoire : carte SIM + 200 contacts
- DAS : 1,01 W/kg
- autonomie en communication de 7 heures et 365 heures en veille
- Calculatrice, convertisseur (devise, volume, surface, longueur, poids et température), compte à rebours, agenda, chronomètre, compositeur de sonnerie, journal d'appels (appels en absence et reçus, numéros composés, durée des appels et compteur de messages), alarme et 10 rappels maxi.